# Miniaturpark Kleine Sächsische Schweiz
Koordinaten: 50° 57′ 30,4″ N, 14° 0′ 23,8″ O

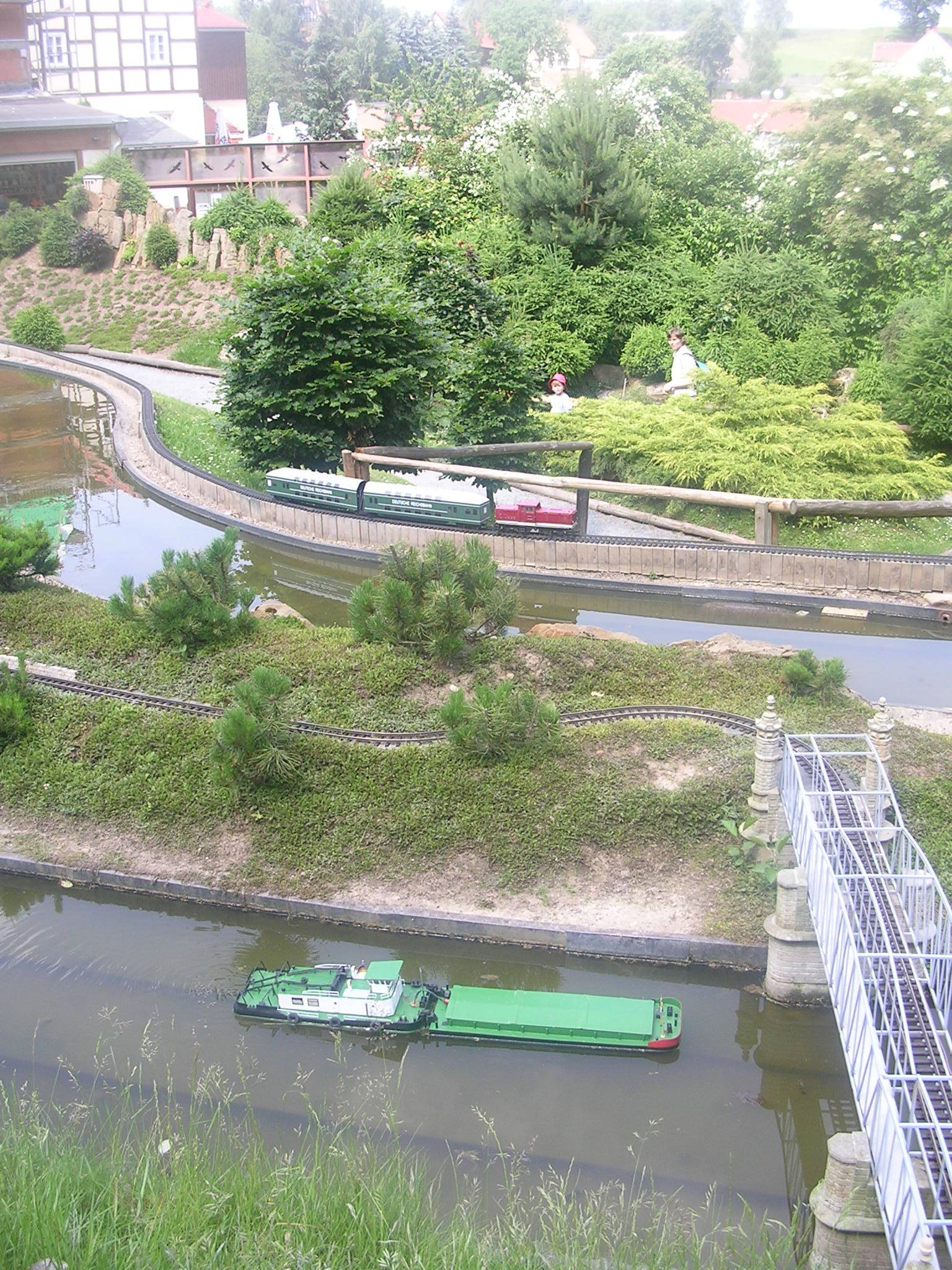
Blick in die Anlage

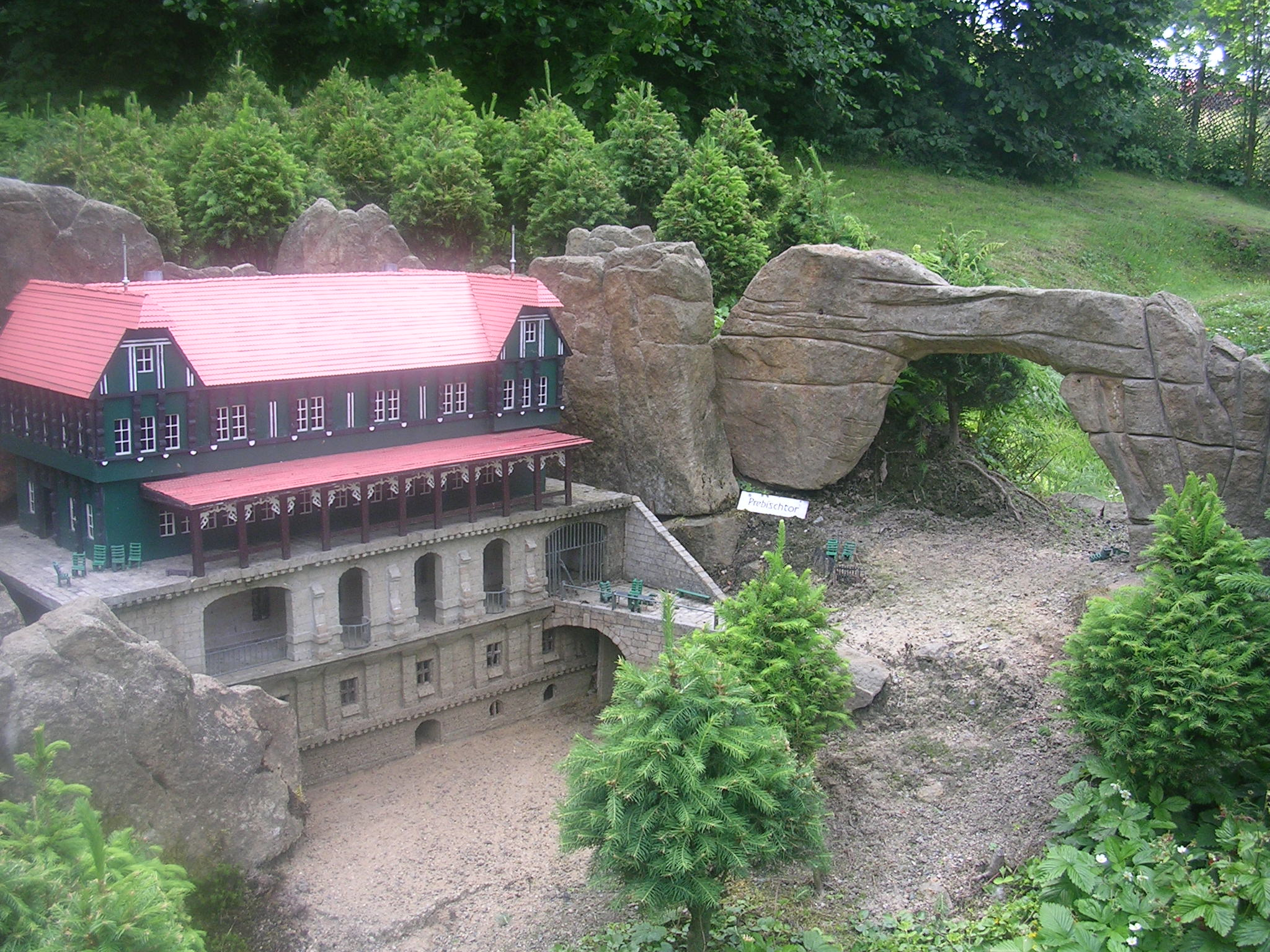
Modell des Prebischtors

Die Miniaturparkanlage Die Kleine Sächsische Schweiz ist ein Modellpark auf 8.000 Quadratmetern, ein Freilichtmuseum, in dem insgesamt 67 aus einheimischem Sandstein naturgetreu nachempfundene Gebäudemodelle und Felsformationen, Modellfahrzeuge und Modellgewässer der Sächsischen Schweiz gezeigt werden.
Die Anlage befindet sich in Dorf Wehlen und ist von April bis Oktober täglich geöffnet. Die wichtigsten Modelle entsprechen den Hauptsehenswürdigkeiten und touristischen Anziehungspunkten des sächsischen und böhmischen Elbsandsteingebirges. Der privat betriebene Modellpark besteht seit Mai 1998, ihm sind eine Schauwerkstatt und eine Bildhauerwerkstatt angeschlossen.
Das Gelände ist mit einer schienengebundenen Bahn befahrbar.